# Isla Garrett
La isla Garrett es una isla del Archipiélago Ártico Canadiense, en el territorio de Nunavut. Se encuentra en el Estrecho de Barrow, entre la isla Bathurst (al norte) y la isla Lowther (al sureste).
- Datos: Q5523907